# コスミン・モツィ
コスミン・モツィ（Cosmin Iosif Moţi、1984年12月3日 - ）は、ルーマニア出身の元サッカー選手。元ルーマニア代表である。現役時代のポジションはCB。

## 経歴
2002-03シーズンにウニヴェルシタテア・クライオヴァでデビューして3シーズンを過ごした。2005年、FCディナモ・ブカレストに移籍した。欧州カップ戦のデビュー戦は2005-06シーズンのUEFAカップ・ACオモニア戦で、このシーズンはUEFAカップの7試合に出場した。2006-07シーズンは10試合に出場した。最初のシーズンにスーペルクパ・ロムニエイ、2シーズン目にリーガ1で優勝した。
2008年6月、SSラツィオのクラウディオ・ロティート会長が直々にディナモ・ブカレストを訪ね、SSラツィオへの移籍が決まりかけていたが、9月1日にACシエナにサプライズ移籍となった。2日後、エヴァートンFCでない限り完全移籍はしたくないと発言した。出場試合数は半年でわずか4試合（うち先発1）となかば戦力外扱いであったため、2009年2月2日、ACシエナを離れてディナモ・ブカレストに復帰した。
2012年6月28日、PFCルドゴレツ・ラズグラドに移籍した。
2014年8月27日に行われたUEFAチャンピオンズリーグ 2014-15・プレーオフのFCステアウア・ブカレスト戦のセカンドレグで、交代枠を使いきった延長戦後半終了間際にGKのヴラディスラフ・ストヤノフが退場となり急遽GKを務め、PK戦で2本のキックを止めてクラブ初の本戦進出に貢献した。
リーグ10連覇を達成した後の2021年5月15日、現役引退を表明した。

## 所属クラブ
- FCウニヴェルシタテア・クラヨーヴァ 2002-2005
- FCディナモ・ブカレスト 2005-2012

→ ACシエナ 2008 (loan)
- PFCルドゴレツ・ラズグラド 2012-2021

## タイトル
ディナモ・ブカレスト
- スーペルクパ・ロムニエイ : 2005-2006
- リーガ1 : 2006-2007
- クパ・ロムニエイ : 2012

ルドゴレツ
- ファースト・プロフェッショナル・フットボールリーグ : 2021-13, 2013-14, 2014-15, 2015-16, 2016-17, 2017-18, 2018-19, 2019-20, 2020-21
- ブルガリア・カップ : 2013-14
- ブルガリア・スーパーカップ : 2012, 2014, 2018, 2019